# Altadena
Altadena är ett område i Los Angeles storstadsområde i Kalifornien, USA. Altadena är ett icke-inkorporerat område, "unincorporated area" inom Los Angeles County, definierat och avgränsat av United States Census Bureau. Altadena ligger i San Gabriel Mountains sydsluttningar ovanför Pasadena, "alta" är spanska för högre/övre.
Areal: 22,5km², allt är land (källa: United States Census Bureau.

## Befolkning
Vid folkräkningen år 2000 hade området 42 610 invånare.
Invånarna i Altadena identifierade sig själva (enligt United States Census Bureau) som: 47,30% "vita", 31,42% afroamerikaner, 4,24% asiater, 10,19% "av annan ras" och 6,14% "av två eller fler raser". Latinamerikaner "oavsett ras" var 20,39% av befolkningen.
Per capita-inkomsten för Altadena var US$ 27604. Av Altadenas befolkning beräknades cirka 10,6% leva under fattigdomsgränsen (år 2004) jämfört med 13,1 % för hela USA och 13,3% för Kalifornien.